# Ньюбери, Джон
Джон Ньюбери (англ. John Newbery, 1713—1767) — английский издатель, который считается зачинателем издания детской литературы в англосаксонских странах, превратившим издание книг для детей в стабильное и прибыльное дело. Оказывал поддержку таким писателям, как Кристофер Смарт, Оливер Голдсмит и Сэмюэль Джонсон. В 1922 в его честь Американской библиотечной ассоциацией была учреждена награда — медаль Джона Ньюбери, которая присуждается ежегодно за лучшее литературное произведение для детей на английском языке, написанное американским автором.

## Ранние годы
Джон Ньюбери родился в 1713 году в семье фермера Роберта Ньюбери в деревне Уолтхем Сен Лоуренс, графство Беркшир, Англия. Образование получил самостоятельно, и в возрасте 16 лет поступил учеником к владельцу местной типографии, который вскоре продал её новому владельцу, Уильяму Кернену. В 1737 Кернен умер и оставил бизнес своему брату Чарльзу и Джону Ньюбери. Два года спустя, Джон Ньюбери женился на вдове Уильяма с тремя детьми. В этом браке у него было трое собственных детей — Мэри (1740), Джон (родился в 1741, умер в возрасте 11 лет) и Френсис (1743).

## Карьера книгоиздателя
В 1740 Д.Ньюбери открыл свой издательский бизнес в Рединге, графство Беркшир. Первыми книгами, которые он издал, были The Whole Duty of Man Ричарда Олестри и Miscellaneous Works Serious and Humerous [sic] In Verse and Prose. В 1743 году Ньюбери уехал из Рединга, поручив издательство своему пасынку Джону Кернену, и открыл книжный магазин в Лондоне. Занимаясь расширением своего книгоиздательского бизнеса, Ньюбери проявил интерес к книгам для детей, и 18 июля 1744 была издана первая книга, предназначенная для детей — «Маленькая хорошенькая карманная книжечка» (англ. A Little Pretty Pocket-Book).
«Маленькая хорошенькая карманная книжечка» стала совершенно новым явлением в британском книгоиздании. Серия подобных книг, издаваемая Ньюбери, стала предшественником серии книг-игрушек, чрезвычайно популярных в Англии в викторианскую эпоху. Книга была небольшого (карманного) размера, удобного для ребёнка, размера с яркой обложкой и заголовком, обращенным к детям.
Эта книга в магазине Ньюбери стоила шесть пенсов, но при покупке двух экземпляров покупатель получал в подарок подушечку для булавок с красной и чёрной сторонами. Это было не просто способом привлечения покупателей, но и отражало мировоззрение Джона Ньюбери. Ньюбери, как Джон Локк, считал, что для детей игра — более действенный стимул хорошего поведения, чем физическое принуждение, и ребёнок, получивший подушечку для булавок, должен был воткнуть булавку в красную сторону подушечки за хорошее поведение или в чёрную, если он плохо себя вёл. «Маленькая хорошенькая карманная книжечка» содержала назидательные рекомендации — «как сделать Томми хорошим мальчиком и Полли — хорошей девочкой», а также стихи, пословицы и песенки для изучения алфавита.
Продолжая издание книг для детей, Ньюбери использовал различные методы для повышения их популярности — например, издавал книги на голландской цветочной бумаге и рекламировал свои книги в собственноручно сочиненных историях. Благодаря этому бизнес Ньюбери успешно развивался, и в части издания детской литературы доминировал на рынке.
В 1745 году перевёл свой книжный магазин в Лондоне на новое, более престижное место — 65, St. Paul’s Churchyard, и продолжал развивать издание книг для взрослых и детей. Благодаря успешному бизнесу Джон Ньюбери получил необходимые средства, чтобы дать своему сыну Френсису образование в Кембридже и Оксфорде. За свою книгоиздательскую карьеру Д.Ньюбери издал около 500 наименований книг, примерно пятую часть из них составляли книги для детей, включая учебники для обучения алфавиту, произведения для детей и детские журналы. Ньюбери публиковал написанные им самим книги, а также книги таких авторов, как Сэмюэл Джонсон и Оливер Голдсмит. До настоящего времени остается спорным вопрос об авторстве самой популярной книги, изданной в издательстве Ньюбери — «История маленькой Гуди Два Ботинка» (англ. The History of Little Goody Two-Shoes), выдержавшей 29 изданий в период с 1765 по 1800 годы. Некоторые исследователи
полагают, что автором является Голдсмит.
Ньюбери также опубликовал серию научно-популярных книг, написанных от имени мальчика по имени «Том Телескоп», которые выдержали семь изданий в период между 1761 и 1787 годами. Эти книги отражали состояние науки того времени, наиболее известная книга этой серии — «Система философии Ньютона, адаптированная для способных юношей и девушек» (англ. The Newtonian System of Philosophy Adapted to the Capacities of Young Gentlemen and Ladies).
Наряду с издательским бизнесом, Джона Ньюбери так же успешно занимался торговлей. Часть своего состояния он нажил от продаж порошка от лихорадки доктора Роберта Джеймса — средства, которое, как утверждалось, излечивало подагру, ревматизм, золотуху, цингу, проказу и чумку у крупного рогатого скота. Порошок Джеймса во многом приобрёл популярность благодаря рекламе в книгах, издаваемых Д.Ньюбери. Например, в «Истории маленькой Гуди Два Ботинка» отец героини умирает, потому что он заболел лихорадкой в месте, где не было порошка доктора Джеймса.
Д.Ньюбери выступал также в качестве филантропа, оказывая финансовую помощь некоторым писателям, в частности С.Джонсону, который назвал Ньюбери «Джек-вертушка» за постоянную активность и неспособность сидеть на месте, и О.Голдсмиту, который вывел Д.Ньюбери в своей книге The Vicar of Wakefield в образе преподобного Чарльза Примроза, «друга всего человечества».
Джон Ньюбери умер 22 декабря 1767 года в Лондоне и был похоронен в родной деревне Уолтхем Сен Лоуренс.
В 1922 году Американская библиотечная ассоциация учредила в его честь медаль Джона Ньюбери, которая ежегодно присуждается за «самый выдающийся вклад в американскую литературу для детей».

## Наиболее популярные книги, изданные Джоном Ньюбери
Согласно справочнику New Cambridge Bibliography of English Literature (NCBEL 2,120), Ньюбери «написал, полностью или частично» и «отредактировал или существенно повлиял» на следующие издания:
- Mother Goose's Melody (1791) (A. H. Bullen’s 1904 facsimile) by John Newbery, Isaiah Thomas, and William Henry Whitmore;
- A Little Pretty Pocket-Book (1744) by M. F. Thwaite and John Newbery;
- The Newtonian System of Philosophy (1761) by Tom Telescope, John Newbery, and Oliver Goldsmith
- The Renowned History of Giles Gingerbread (1764)
- The History of Little Goody Two-Shoes (1765) by John Newbery (perhaps written with Oliver Goldsmith)
- The Entertaining History of Tommy Gingerbread a Little Boy who Lived Upon Learning by John Newbery.